# Psilomerus kishimotoi
Psilomerus kishimotoi är en skalbaggsart som beskrevs av Hayashi 1975. Psilomerus kishimotoi ingår i släktet Psilomerus och familjen långhorningar. Inga underarter finns listade i Catalogue of Life.